# Anna Lutosławska
Anna Lutosławska-Jaworska (ur. 18 lipca 1927 w Krakowie, zm. 19 grudnia 2022 tamże) – polska aktorka i reżyser teatralna, pedagog.

## Życiorys

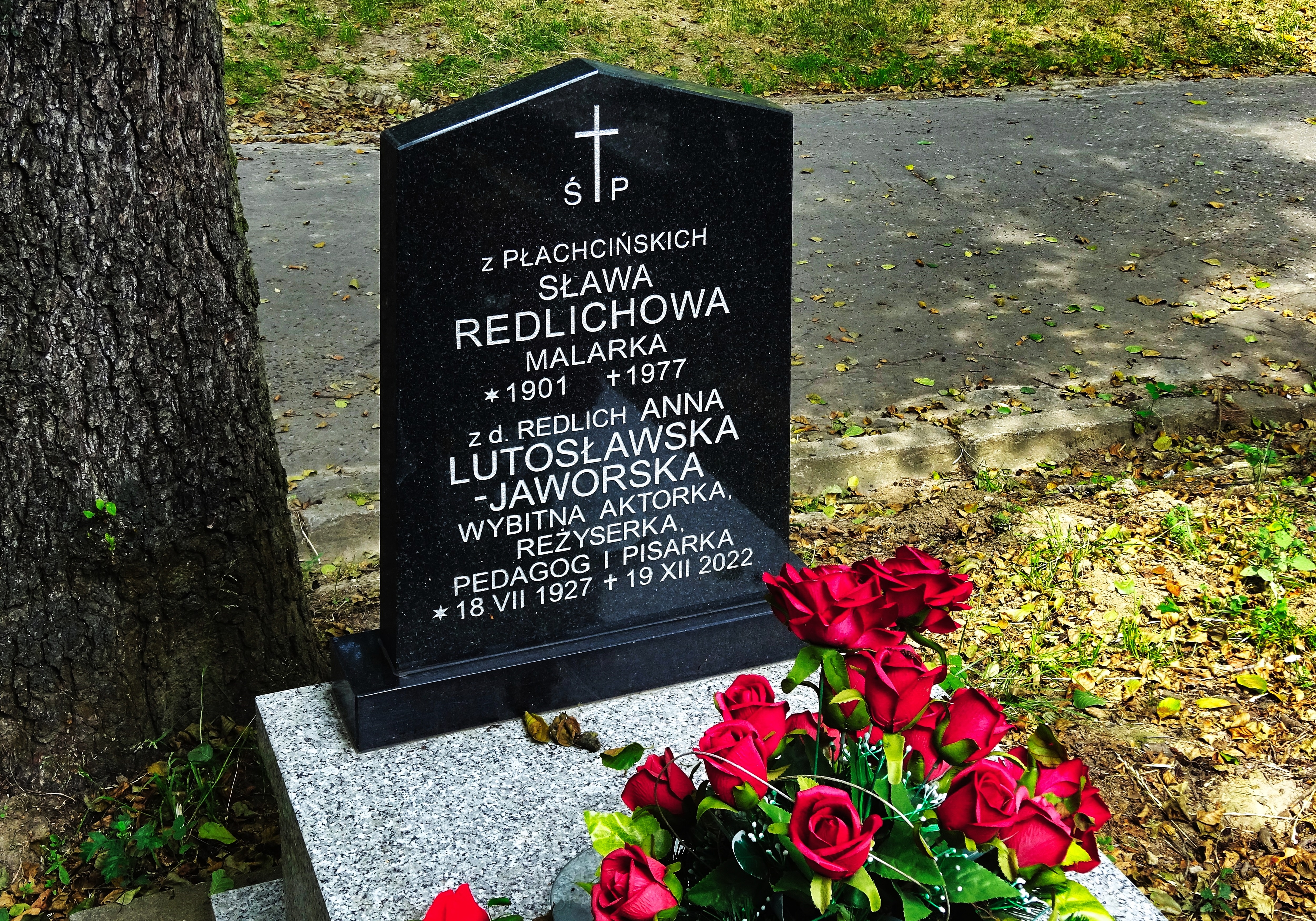
Grób Anny Lutosławskiej-Jaworskiej na Cmentarzu Prądnik Czerwony w Krakowie

Urodziła się jako Maria Anna Redlichówna, w rodzinie Zygmunta Redlicha, urzędnika w Dyrekcji Okręgowej PKP, aktora w teatrach amatorskich Związku Zawodowego Kolejarzy, i Sławy z domu Płachcińskiej, malarki. Zadebiutowała 1 maja 1945 w przedstawieniu Beksa w reżyserii autorki dramatu, Marii Biliżanki. Była aktorką „Wesołej Gromadki” przy Studiu Starego Teatru w Krakowie (1945–1946), Teatru Kameralnego TUR w Krakowie (1946–1947), Teatrów Dramatycznych we Wrocławiu (1947–1951; 1965–1969), Teatrów Dramatycznych w Krakowie (1951–1954), Teatru im. Juliusza Słowackiego w Krakowie (1954–1957; 1972–1981), Teatru Ludowego w Nowej Hucie (1957–1965), Teatru Polskiego we Wrocławiu (1969–1972). W latach 1972–1982 była pedagogiem Państwowej Wyższej Szkoły Teatralnej im. Ludwika Solskiego w Krakowie, gdzie pracowała na stanowisku docenta, wykładała również na Uniwersytecie Jagiellońskim.
W swojej karierze teatralnej wystąpiła w ponad stu rolach, w spektaklach takich reżyserów jak Krystyna Skuszanka, Jerzy Krasowski, Halina Gallowa, Irena Babel, Lidia Zamkow, Józef Szajna, Henryk Tomaszewski i Kazimierz Dejmek. Ponadto wystąpiła w kilkudziesięciu spektaklach Teatru Telewizji i Teatru Polskiego Radia, gdzie udzielała głosu w spektaklach m.in. Wilama Horzycy i Jerzego Grotowskiego.
Laureatka Nagrody im. Ireny Solskiej (2014) za twórczość wywierającą znaczący wpływ na rozkwit sztuki aktorskiej. W uzasadnieniu, Polska Sekcja Międzynarodowego Stowarzyszenia Krytyków Teatralnych podkreśliła, iż „dorobek artystyczny, pedagogiczny i literacki Anny Lutosławskiej stawia ją w rzędzie najwybitniejszych artystek teatru, które łączyły aktywną obecność na scenie z pasjami pedagogicznymi, misją społeczną i darem utrwalania swoich obserwacji słowem”.
Zmarła w Krakowie, pochowana 27 grudnia 2022 na cmentarzu Batowickim (kwatera A7-1-0).

## Życie prywatne
Pierwszy mąż – Roman Lutosławski, prawnuk Franciszka Dionizego, wnuk Jana. Z tego związku pochodzi jedyny syn Anny Lutosławskiej – Bolesław Lutosławski, artysta fotografik, zamieszkały w Cambridge. Żoną Bolesława, a synową Anny była Grażyna z domu Ruszewska, dziennikarka Radia Lublin.
Drugim mężem był inżynier Michał Jaworski, z którym w 1981 wyjechała do Algierii, gdzie zajęła się malarstwem i fotografią, przerywając na kilka lat karierę aktorską.

## Filmografia
Filmy fabularne kinowe i telewizyjne
- 1947: Ostatni etap – jako Urszula
- 1960: Historia współczesna – jako Józia Zabielska
- 1963: Daleka jest droga – jako zakonnica w szpitalu
- 1971: Zaraza

Seriale telewizyjne
- 1966: Czterej pancerni i pies – jako nauczycielka (odcinek: 2)
- 2009: Pierwsza miłość – jako babcia Kacpra Sablickiego
- 2011: Klan – jako kobieta stojąca na przystanku autobusowym, na którym Kamila Chojnicka i Błażej Popielak rozlepiali ogłoszenie o zaginionej Beacie Boreckiej
- 2011: Barwy szczęścia – jako znajoma Roberta (odcinek: 667)
- 2012–2013: Lekarze – jako Natasza, matka Elżbiety (odcinki: 1, 17–20, 38–39)
- 2016: Na dobre i na złe – jako pani Irena (odcinek: 642)
- 2020: Ojciec Mateusz – jako Genowefa Wątróbska, matka Igora (odcinek: 314)

### Spektakle Teatru Tv
- 1958: Słowo norwidowe
- 1963: Sprawiedliwość w Kioto – jako Kokota
- 1964: Krata – jako Lekarka Anna
- 1964: Rewizor – jako Maria Antonowna
- 1967: Niepokój pred podróżą
- 1968: Szkoła uczuć
- 1968: Zemsta
- 1969: Protesilas i Laodamia
- 1970: Nietrwała i trwożna
- 1970: Ucieczka
- 1971: Caligula – jako Caesonia
- 1971: Kandyda – jako Kandyda
- 1971: Orfeusz – jako Persefona
- 1971: Zamienione głowy (+adaptacja +reżyseria)
- 1973: Nie ma ptaków połowicznych (+scenariusz +reżyseria)
- 1974: Czas nienawistnie zakochany (+reżyseria)
- 1974: Noc tysiączna druga – jako Dama Claudia
- 1976: Lilla Weneda – jako Roza Weneda
- 1976: Okup – jako Olivia Cameron
- 1977: Legenda o Putyfarze – jako Mut-em-enet czyli Putyfara
- 1977: Mozart – jako Matka narzeczonej
- 1989: Ostatni z Jagiellonów – jako Izabela (cz. 1)
- 1993: Siostrzyczki – jako Angeline Sauve
- 1994: Prezydent – jako Hrabina
- 1995: Krystyna – jako Ebba Brahe
- 1995: Wilk kazański
- 1996: Katarzyna – jako Tatiana
- 1997: Alek – jako Żona Sylwka
- 1997: Kasztanek – jako Babcia

Źródło:.

## Ordery i odznaczenia
- Krzyż Kawalerski Orderu Odrodzenia Polski (12 maja 2011)[13]
- Złoty Krzyż Zasługi (1972)
- Złota Odznaka za zasługi dla Miasta Krakowa
- Odznaka Budowniczego Nowej Huty[5]

## Nagrody
- Wyróżnienie Podkomitetu Literatury i Sztuki Nagrody Państwowej (zespołowe) za rolę Griszy w sztuce Bertolta Brechta Kaukaskie kredowe koło w Teatrze im. J. Słowackiego w Krakowie (1955)[14]
- Nagroda Artystyczna Nowej Huty (1962)
- nagroda za monodram Zamienione głowy według Tomasza Manna na V Ogólnopolskim Festiwalu Teatrów Jednego Aktora we Wrocławiu (1970)
- „Brązowa Iglica” (1971)
- Wielka Nagroda Publiczności i Nagroda Ministra Kultury i Sztuki podczas XIII Festiwalu Teatralnego Kontrapunkt za rolę Róży Żabczyńskiej w przedstawieniu Cudzoziemka wg Marii Kuncewiczowej w Teatrze im. Juliusza Słowackiego w Krakowie (1978)
- nagroda na VI Opolskich Konfrontacjach Teatralnych za rolę Idalii w Fantazym Juliusza Słowackiego (1980)[5]
- Nagroda im. Ireny Solskiej (2014)[6]